# Turquoise (Q146)
Pour les articles homonymes, voir Turquoise.
Le Turquoise était un sous-marin mouilleur de mines de la classe Saphir, qui a servi dans la Marine nationale pendant la Seconde Guerre mondiale.

## Conception
Les sous-marins de la classe Saphir avaient un déplacement en surface de 773 tonnes et un déplacement immergé de 940 tonnes. Ils mesuraient 65,9 m de long, 7,1 m de large et 4,3 m de tirant d'eau. La propulsion en surface était assurée par deux moteurs diesel Normand-Vickers d'une puissance totale de 1 300 cv (969 kW) et en plongée par deux moteurs électriques d'une puissance totale de 1 100 cv (810 kW) par l'intermédiaire de deux arbres, permettant une vitesse maximale de 12 nœuds (22 km/h) en surface et de 9 nœuds (17 km/h) en plongée. Leurs soutes de 97 tonnes de carburant pétrolier leur donnaient une autonomie en surface de 7 000 milles nautiques (13 000 km) à 7,5 nœuds (13,9 km/h), et de 4 000 milles nautiques (7 400 km) à 12 nœuds (22 km/h). Leurs batteries offraient une autonomie en immersion de 80 milles nautiques (150 km) à 4 nœuds (7,4 km/h). Ils transportaient un effectif de 42 hommes,. Les sous-marins de la classe Saphir pouvaient plonger jusqu'à 76 m (250 ft).
Ces sous-marins étaient armés de 3 tubes lance-torpilles de 550 mm et de 2 tubes lance-torpilles de 400 mm. Pour les attaques et défenses en surface, ils étaient équipés d'un canon de 75 mm, d'une mitrailleuse de  13,2 mm/76 Aa et de 2 mitrailleuses Hotchkiss Mle 1914 de 8 mm.
Ces sous-marins étaient conçus pour mouiller des mines sans faire surface. Les 32 mines à orin Sautter-Harlé HS 4, portant une charge de 220 kg de tolite et utilisables par 200 m de fond dont ils étaient équipés, étaient fixées à l’extérieur de la coque sous un revêtement hydrodynamique : chacun des huit puits situés de chaque bord du sous-marin contenait deux mines, disposées l’une au-dessus de l’autre.

Arrivé au lieu choisi, le sous-marin larguait ses mines avec un système à air comprimé Normand-Fenaux (du nom de son inventeur Fernand Fenaux, ingénieur chez Normand) ; du fait de l’allégement ainsi causé, il fallait rééquilibrer rapidement la pesée, de façon à ne pas faire surface en pleine zone ennemie.

## Historique
Le Turquoise est mis sur cale le 20 octobre 1926 à l'arsenal de Toulon. Il est lancé le 16 mai 1929 et mis en service le 10 septembre 1930,.
En septembre 1939, au début de la Seconde Guerre mondiale en Europe, le Turquoise est chargé d'effectuer des patrouilles et des poses de mines en mer Méditerranée à partir de la base de Bizerte en Tunisie, en coopérant également avec la Royal Navy dans le cadre du 20e division du 6e escadron de la 4e flottille de sous-marins avec ses navires-jumeaux (sister ships) Nautilus, Saphir et Rubis). 
Le 22 juin 1940, la France signe un armistice avec l'Allemagne nazie triomphante (Armistice du 22 juin 1940) et deux jours plus tard avec l'Italie fasciste (Armistice du 24 juin 1940). Selon les termes de la capitulation, le Turquoise, qui est amarré dans le port tunisien avec plusieurs autres sous-marins, doit rester au port et est désarmé à une date ultérieure mais non précisée.
En novembre-décembre 1942, l'Axe occupe le protectorat tunisien et les Allemands prennent possession du Turquoise et d'autres navires, qui sont cédés le 8 décembre aux alliés italiens. La Regia Marina rebaptise le Turquoise en FR 116, avec l'intention de la rendre à nouveau efficace, mais en réalité ce plan est resté sur le papier. Le sous-marin n'est pas déplacé de Bizerte, et le 6 mai 1943, avant d'abandonner la ville aux troupes anglo-américaines, les Italiens l'ont envoyé par le fond.
Après la capitulation des forces de l'Axe en Tunisie et la fin de la campagne d'Afrique du Nord, l'épave du Turquoise est ramenée à la surface, mais dans un tel état qu'elle est abandonnée pour réparation.
Il retourne en France au lendemain de la guerre et est officiellement désarmé le 12 août 1947, avant d'être mis au rebut le même jour.